# Instrument à cordes frappées
Pour des articles plus généraux, voir Instrument à cordes et Instrument de percussion.
 (juillet 2025).
Si vous disposez d'ouvrages ou d'articles de référence ou si vous connaissez des sites web de qualité traitant du thème abordé ici, merci de compléter l'article en donnant les références utiles à sa vérifiabilité et en les liant à la section « Notes et références ».
Un instrument à cordes frappées est un instrument de musique dont les cordes sont frappées manuellement ou mécaniquement, à mains nues ou à l'aide de marteaux, mailloches ou baguettes.

## Liste alphabétique des cordes frappées

### Afrique
- Hilun hi kôba

### Amérique
- Berimbau
- Chapman stick

### Asie
- Santour
- Yangqin

### Europe
- Clavicorde[1]
- Cymbalum
- Gardon
- Hackbrett
- Hammered dulcimer
- Piano[1]
- Piano-forte[1]
- Psalterion
- Tambourin à cordes
- Tympanon
- Sadouri